# Albert Camus, fils d'Alger
Albert Camus, fils d’Alger est un livre biographique sur l'écrivain Albert Camus, écrit par Alain Vircondelet sur sa vie et son œuvre.

## Présentation
Camus et l'Algérie, c'est plus qu'un pays de naissance, une relation passionnée où a pris racine l'imaginaire de l'écrivain et l'engagement de l'homme. « Oui, écrit Camus en parlant de l'Algérie, c'est ici que je me sens le droit de mourir tranquille, ici que je puis dire : "J'étais faible, j'ai fait pourtant ce que j'ai pu". » Avec le conflit et l'exil, elle est même devenue une sorte de paradis perdu, illuminant au fil du temps cette part intime qu'il appelait "obscure" et dont il regrettait, un an avant sa mort, qu'elle ne fut pas davantage perçue. La déchirure quand est venue de la guerre, l'idéalisation de son paradis perdu où il désespérait de pouvoir retourner, est vécue comme un exil et un « royaume » qui s'éloigne. « En 1959, écrit l'auteur, quelques mois avant sa mort, contemplant les vignes dans la vallée et les lignes bleutées du Luberon, de la terrasse de la maison qu'il vient d'acheter à Lourmarin, Albert Camus aime à dire qu'en "envoyant la main", il touche l'Algérie. »
Si beaucoup d'ouvrages consacrés à Albert Camus font référence à sa pensée, à son action, cette biographie d'Alain Vircondelet ambitionne de nous parler de l'homme, l'homme intime un peu comme un ami, l'humaniste qui parle de la nature dans le lyrisme de Noces, à qui l'on reprochait justement ses recherches et ses doutes d'homme, cette tendresse dont sourd tant de ses écrits. « Aucun travail théorique, écrit Julien Demets, ne pourrait s’approcher davantage de ce penseur humain et indulgent, rebelle à toute pensée mécanique, raillé par qui considérait l’empathie comme une faiblesse. »
Il défend aussi Camus comme si les polémiques étaient toujours là, infligeant autant de blessures à l'homme, n'hésitant à mettre Jean-Paul Sartre sur la sellette pour finir par une critique de l’indépendance algérienne. Cette « défense et illustration » donne en tout cas une vision du personnage Camus absente des analyses des penseurs.